# Tityus dillerorum
Espèce
Tityus dillerorum est une espèce de scorpions de la famille des Buthidae.

## Distribution
Cette espèce est endémique de la région de Huánuco au Pérou. Elle se rencontre vers Yuyapichis.

## Description
Le mâle holotype mesure 58,30 mm et la femelle paratype 56,30 mm.

## Étymologie
Cette espèce est nommée en l'honneur d'Erich et Juliane Diller.

## Publication originale
- Kovařík, Teruel, Lowe & Friedrich, 2015 : « Four new scorpion species (Scorpiones: Buthidae) from Amazonian Peru. » Euscorpius, no 210, p. 1-40 (texte intégral).